# عين الخزازية
عين الخَزّازِيّة أو الخَزّازِيّة قرية تقع في معتمدية القيروان الجنوبية بولاية القيروان من الوسط التونسي. ترقيمها البريدي هو 3143.